# Euphyllodromia fluviatilis
Euphyllodromia fluviatilis es una especie de cucaracha del género Euphyllodromia, familia Ectobiidae.

## Distribución
Esta especie se encuentra en Brasil.